# マクシミリアン・ジーナス
- マクロスシリーズ > 超時空要塞マクロス > 超時空要塞マクロスの登場人物一覧 > マクシミリアン・ジーナス
  - マクロス7 > マクロス7の登場人物一覧 > マクシミリアン・ジーナス
  - マクロスシリーズ (ゲーム) > マクロスM3 > マクシミリアン・ジーナス
  - マクロスΔ > 劇場版マクロスΔ > マクシミリアン・ジーナス

マクシミリアン・ジーナス（Maximilian Jenius）は、1982年から1983年にかけて放映されたテレビアニメ『超時空要塞マクロス』および、それをもとに制作された作品群「マクロスシリーズ」に登場する架空の人物。愛称は「マックス」。声の出演は速水奨。

## 概要
『超時空要塞マクロス』第8話より、主人公のパイロット、一条輝が初めて持つ部下のひとりとして登場する。青色で描かれた髪とサングラスをかけた姿を特徴とする美形の少年で、可変戦闘機バルキリーの操縦では最初から主人公をはるかに上回る技量を発揮し、その他のあらゆる技能においても常人を凌駕する「天才」として描かれている。のちに敵異星人ゼントラーディのエース、ミリア・ファリーナと史上初の星間結婚を行い、作品世界内の歴史に名を刻むことになる。
その後、「マクロス」がシリーズ化されてからは本人や、ミリアとのあいだにできた子供とその親族が、シリーズ作品にしばしば登場する（「家族構成」を参照）。
マックス本人は『超時空要塞マクロス』の時代より約35年後となる2045年の世界を描いたテレビアニメ『マクロス7』（1994 - 1995年放映）において、第37次超長距離移民船団マクロス7船団長兼、可変ステルス攻撃宇宙空母バトル7の艦長にして、同作品のヒロイン、ミレーヌ・フレア・ジーナスの父という立場で登場する。
ドリームキャスト用ゲーム『マクロスM3』（2001年発売）では妻ミリアとともにプレイヤーが操作する機体に搭乗する主人公とされ、『超時空要塞マクロス』と『マクロス7』の中間に位置する時代（2014年から2030年）での活躍が描かれている。
2067年を舞台とするテレビアニメ『マクロスΔ』（2016年放映）では、メインキャラクターのひとりミラージュ・ファリーナ・ジーナスの祖父としてその存在が語られる。『マクロスΔ』の劇場版で、2068年が舞台の『劇場版マクロスΔ 絶対LIVE!!!!!!』（2021年公開）では、星間複合企業体「ケイオス」に所属する「マクロス・ギガシオン」の艦長として、物語に直接登場する。
シリーズ制作の中心的存在である河森正治は、操縦センスだけで言えばという前置きをしたうえでマックスをシリーズ最強のパイロットとして挙げており、シリーズ化以降、年齢を重ね立場が変わっても可変戦闘機の操縦技術は衰えず、ときには各時代の最新鋭機に搭乗して現役エース・パイロットを凌ぐ技量で活躍するさまが描かれる。搭乗機のパーソナルカラーは『超時空要塞マクロス』からシリーズを通して青と設定されている。

## 設定・経歴

### 『超時空要塞マクロス』時代

#### テレビ版
ロイ・フォッカーからバーミリオン小隊長を任命された一条輝の部下として、柿崎速雄とともに配属され、小隊3番機に搭乗する。搭乗機のパーソナルカラーは青。初期のVF-1Aでは白地に青のアクセント程度だが、中隊長昇進後に搭乗するVF-1Jではほぼ半々となる。年齢は16歳。
配属時における飛行経験は浅かったが、初戦で7機を撃墜し、早くも天才的な操縦技能を見せる。空戦においてバトロイド（人型ロボット）形態を駆使し、ミサイルが追尾する敵機をガンポッドで仕留める「おとり撃ち」など、従来にない戦術を編みだす。
活躍はゼントラーディ軍にも知れ渡り、そのエースであるミリア・ファリーナに一騎討ちを挑まれ、これに勝利する。フォッカーや柿崎の戦死後は輝の中隊長昇進にともない、みずからの小隊を率いる。のちにマイクローン装置で地球人サイズとなってマクロスに潜入してきたミリアと決闘のすえに結ばれ、史上初の異星人間結婚を果たす。
その才能はバルキリーの操縦のみにとどまらず、ゲームセンターでの腕前も一流で、料理もたしなむなど、どこを取っても天才ぶりが目立つが、おごらない性格で、周囲から天才と褒められてようやく自身の才能に気づく。柿崎の突然の死には、無言で胸に十字を切るという行動を示す。
戦後の2011年3月、初の星間混血児である長女コミリア・マリアを授かる。ミリアとともにパトロール部隊で活動し、ゼントラーディ工場衛星奪取作戦では、コミリアを連れて親子3人で出撃する。

#### 劇場版
劇場版『超時空要塞マクロス 愛・おぼえていますか』では、ロイ・フォッカー指揮下のスカル小隊に所属（スカル13）。18歳で一条輝とは同階級だが後輩の設定のため、柿崎とは異なり「先輩」と呼んで敬語で話す。テレビシリーズとは異なる自信家として描かれており、序盤の戦闘では、ゼントラーディの戦闘ポッド・リガードから乗員を引きずり出して直接頭を銃撃するという、非情な戦いぶりを見せる。
フォッカーと輝が消息不明となったあとは、少尉から大尉に昇格。スカル小隊長（スカル1）に就任し、輝が復帰したあとは部下となった輝のことを「一条君」と呼ぶ。地球上空でゼントラーディと敵対するメルトランディを迎え撃ち、ミリアが駆るクァドラン・ローを追撃して敵艦内で死闘を繰り広げたすえに勝利し、彼女に一目惚れする。艦が自分ごと撤退したことから、そのままメルトランディ軍に残留してマイクローン装置で巨大化し、最終決戦では青いクァドラン・ローを駆ってミリアとともに戦う。
作中ではカットされたが、絵コンテ段階ではマイクローン装置で巨大化したマックスとミリアの結婚式が、マクロスやゼントラーディ軍に中継されるシーンが予定されていた。

#### 『超時空要塞マクロス THE FIRST』
美樹本晴彦の漫画『超時空要塞マクロス THE FIRST』では、一条輝の部下となるまえ、デストロイド・トマホークを駆って登場。同機でカムジンの駆る戦闘ポッド・グラージと空間戦闘を行なうという、機体性能を超えた操縦技術を披露する。

### 中間時代
『マクロスM3』では、2014年よりミリアと独立遊撃部隊「ダンシング・スカル」を結成し、新統合軍の特別任務を担う。ゼントラーディの少女兵モアラミア・ジフォンを養女モアラミア・ファリーナ・ジーナスとし、のちに3人でチームを組むことになる。
2028年にはステルス宇宙巡洋艦ハルナの艦長に就任する。
2030年4月、辺境の移民惑星で統合政府首席補佐官がテロリストによって人質にとられるという事件が発生し、VF-11の試作機VFX-11のテストパイロットだったミリアと組んでVFX-11による強行救出作戦を成功させる。作戦終了後はミリアとともに特別休暇が与えられる。この「統合政府首席補佐官救出作戦」は、『マクロスM3』において再現されている。
私生活ではミリアとの間にコミリアを含めて7人の娘をもうけ、2031年には末娘のミレーヌ・フレア・ジーナスが誕生する。2036年、調査に赴いたプキラセス星系第5惑星で瀕死の状態にあった現地の動物ギャララシ（銀河毛長ネズミ）を保護して当時5歳のミレーヌに与え、「グババ」と名づけられる。
河森正治とスタジオぬえがシリーズ原作として復帰するまえに制作されたOVA『超時空要塞マクロスII -LOVERS AGAIN-』に連なる設定のゲーム作品で、2036年を舞台とする『超時空要塞マクロス2036』、2037年を舞台とする『超時空要塞マクロス 永遠のラヴソング』では、成長したコミリアも統合軍に入隊してバルキリーパイロットとなり、戦果を挙げる。

### 『マクロス7』時代

#### 『マクロス7』
2038年、第37次超長距離移民船団マクロス7船団長兼、超大型可変万能ステルス宇宙攻撃空母バトル7艦長に就任する。副長としてミリア、オブザーバーとしてかつてゼントラーディ軍で記録参謀を務めたエキセドル・フォルモが同乗し、ミリアはのちに都市艦シティ7の市長に就任する。
出航から7年後の2045年、マクロス7船団は謎の敵勢力「バロータ軍」の襲撃を受ける。この時点ですでに50歳で老境に差しかかっているが、青年期とほぼ同様の若々しい容姿を保っており、ブリッジに勤務する女性たちの憧れの的となっている。ミリアとは別居しており、冷め切った夫婦仲や、親元を離れてロックバンド「Fire Bomber」に加入したミレーヌに頭を痛める日々が続く。一方、バロータ軍およびそれを率いる地球外生命体「プロトデビルン」との戦いでは、未知の目的にもとづく行動や超常的な攻撃に翻弄されながらも「天才の勘」にもとづく指揮や、ときに危険をともなう賭けに出ることによって数々の危機を乗り越えてゆく。
天才パイロットとうたわれた往年の腕は健在で、2046年2月には地球統合軍本部の特別命令を受けてみずから立案・指揮する対プロトデビルン奇襲突撃作戦「オペレーション・スターゲイザー」で青いVF-22Sを駆り、同作戦の切り札となる。じつは新型機の採用が決定するたびに自分の専用機を確保しており、つねに前線復帰に備えていたという。同月の対プロトデビルン最終戦では、バトル7を撃沈されながらもふたたびVF-22Sで出撃し、赤いVF-22Sに乗ったミリアと共闘する。

#### 『マクロス7 銀河がオレを呼んでいる！』
2046年を舞台とする劇場版『マクロス7 銀河がオレを呼んでいる！』には、五女のエミリアが登場する。同作品にマックスが直接登場することはないが、エミリアの部屋の場面でミレーヌが赤子のころのジーナス夫妻と7人の実の娘を写した集合写真が描かれている。

#### 『マクロス7 トラッシュ』
2046年のマクロス7船団を舞台とする美樹本晴彦の漫画『マクロス7 トラッシュ』では、主人公のシバ・御堂はマックスの隠し子ではないかと噂され、シバは生活費の援助を受けている。シバの母は7年前に統合軍の訓練で死亡事故を起こしたマインド・システムの開発に携わった科学者で、マックスはその後ろ盾だった。事故を引き起こした張本人で、シバがプレイヤーを務める競技「トルネード・クラッシュ（T-CRUSH）」の陰で暗躍する一派の動向を探るなかで、事故で教え子を亡くした元統合軍パイロットのマハラ・ファブリオウと接触し、シバとの血のつながりを明確に否定して「妻以外の女性との間に子供が居るような… / そんな人間じゃあない」と述べながらも、マハラがコーチを務めるシバの成長を促すために自身が「乗り越える対象」でありつづけると語る。

#### 『マクロス7thコード』
2052年のマクロス7船団を舞台とする叶之明の漫画『マクロス7thコード』では、増加するゼントラーディ犯罪に対抗するため新生サウンドフォースを結成する。街なかでピアノを演奏する主人公のミオ・レヴィナスを偶然見かけ、自身が所有するVF-9を搭乗機として与える。

### 『マクロスF』時代

#### 小説『劇場版マクロスF』
2059年を舞台とする『劇場版 マクロスF』の小太刀右京によるノベライズ作品『劇場版マクロスF（下） サヨナラノツバサ』では、マクロス・フロンティア船団救援のためにバトル7を率いてS.M.S・新統合軍の連合艦隊に参加し、バジュラ本星に現れる。70歳近い高齢だが、この時代でも容姿に衰えはまったく見られず、青年期と同様の容姿を保っている。参謀のエキセドルにバトル7の指揮を任せると、自身はミリアとともにフロンティアから取り寄せていた専用機のVF-25を駆って出撃する。その際、IFFの識別信号は往年のダンシング・スカルのものを使用している。

### 『マクロスΔ』時代

#### 『マクロスΔ』
2067年を舞台とする『マクロスΔ』では、マックスは直接登場しないが、孫娘のミラージュ・ファリーナ・ジーナスが登場する。ジーナス家はエリートの家系と設定されており、第5話でミラージュが自分の素性を語る際には、彼女の祖父母のイメージとしてマックスとミリアの馴れ初めと星間結婚時の2人の姿が描かれている。
BD/DVD『マクロスΔ』第1巻の映像特典「でるた小劇場」では、戦術音楽ユニット「ワルキューレ」の評判を聞きつけたマックスがメンバーのサインをせがんでいるとミラージュが語る。

#### 『劇場版マクロスΔ 絶対LIVE!!!!!!』
『マクロスΔ』の「改・構成」版である『劇場版マクロスΔ 激情のワルキューレ』の続編で、2068年を舞台とする『劇場版マクロスΔ 絶対LIVE!!!!!!』には直接登場する。軍を退役してからエキセドルとともに星間複合企業体「ケイオス」のスカウトを受け、ケイオス・リスタニア支部所属「マクロス・ギガシオン」の艦長を務めている。年齢は73歳。パイロットとしての技量もいまだ健在で、自身の操縦能力をフルに発揮できるシステムを備えた青いYF-29に搭乗する。
ケイオスに指示を与える存在「レディM」の打倒を掲げる組織「ヘイムダル」の奇襲を受けた惑星ウィンダミアにギガシオンで駆けつけ、同惑星に滞在していたワルキューレと、ミラージュが所属するΔ小隊らを救出し、レディMからの指示を伝える。Δ小隊との模擬戦ではYF-29を駆って圧倒し、同隊の若きエースで、「インメルマンダンス」と呼ばれる踊るような動きを得意とするハヤテ・インメルマンをたやすくねじ伏せ、自身の動きを「インクレディブルダンス」と名づける。模擬戦後は胸を押さえて苦しむような様子を見せるが、心配するミラージュに対し、優しすぎる性格ゆえに必勝の意思が欠けていることから「エースの才能はない」と指摘する。Δ小隊の隊長アラド・メルダースには、艦長という役職は新統合軍の人材不足で引き受けざるを得なかったもので、自身のことは「生まれながらのパイロット」と認識していると語る。
のちに別の艦隊と合流し、これを率いてヘイムダルに制圧された惑星ウィンダミアへと攻め込む。負傷してブリッジから指揮を執るアラドに任命され、Δ小隊の隊長となったミラージュが決戦時にリーダーの才能を開花させるのを見て、自分よりも正確に部下の才能を見抜いていたアラドに艦長の席を譲ると、YF-29で出撃して艦長から「ただの天才」へと戻り、ハヤテの成長を認めて背中を引き受ける。
本作にミリアは登場しないが、劇中において「週刊銀河のうわさ」の「別れそうな有名人カップル」で50年連続第1位となっていることに言及される。

## 搭乗機
超時空要塞マクロス
- VF-1A バルキリー （バーミリオン小隊隊員）
- VF-1J バルキリー （小隊長以降）
- VF-1D バルキリー （第25話。結婚式でミリアと同乗）

超時空要塞マクロス 愛・おぼえていますか
- VF-1A スーパーバルキリー （スカル小隊隊員）
- VF-1S バルキリー （スカル小隊隊長）
- クァドラン・ロー （メルトランディ軍）

超時空要塞マクロス THE FIRST
- MBR-04-Mk.VI トマホーク

超時空要塞マクロス スクランブルバルキリー
- VF1SOL-A スクランブルバルキリー

マクロスM3
- VF-4G ライトニングIII （ダンシング・スカル隊）
- VF-3000 クルセイダー （ダンシング・スカル隊）
- VF-5000 スターミラージュ （ダンシング・スカル隊）
- VF-9 カットラス （ダンシング・スカル隊）
- VFX-11 （ダンシング・スカル隊）
- VF-14 バンパイア （ダンシング・スカル隊）

マクロス7
- VF-22S シュトゥルムフォーゲルII （マクロス7船団長・バトル7艦長）

劇場版マクロスF（小説）
- VF-25 メサイア （マクロス7船団長・バトル7艦長）

劇場版マクロスΔ 絶対LIVE!!!!!!
- YF-29 デュランダル（マクロス・ギガシオン艦長）

## 家族構成
- 妻 ミリア・ファリーナ・ジーナス
- 長女 コミリア・マリア （2011年3月生）
- 次女 ミラクル （2017年生）
- 三女 ミューズ （2022年生・双子姉）
- 四女 テレーズ[注 2] （2022年生・双子妹）
- 五女 エミリア （2024年生）
- 六女 ミランダ （2026年生）
  - 孫娘 ミラージュ
- 七女 ミレーヌ　（2031年2月2日生）
- 養女 モアラミア（旧姓 - ジフォン）

7人の実の娘の姿は上述のように『マクロス7 銀河がオレを呼んでいる！』で写真として描かれ、名と生年はVHS/LD『マクロス7 (13) 』のライナーノート（バンダイビジュアル、1996年）に記載されている。養女モアラミアは『マクロスM3』、孫（六女の娘）のミラージュは『マクロスΔ』で設定された。

## イベントへの登場
2013年7月13日に開催された「SANKYO Presents マクロス30周年記念 マクロス クロスオーバーライブ 30」は、夢の中という設定のストーリー仕立てとなっており、ステージの合間にマックスと『マクロスF』のクラン・クランが歴代シリーズ作品のキャラクターたちとの掛け合いをしながら夢の主を探すというボイスドラマが流され、ラストステージ前にはマックス役の速水とクラン役の豊口めぐみがサプライズでステージに登場して掛け合いを行なった。
2016年3月26日に開催された「『マクロスΔ（デルタ）』放送直前！「マクロス」ゼントラ盛りトークショー Powered by dアニメストア」では、歴代作品のキャラクターが時空を超えて集う生ドラマが披露され、マックス、ミリア、ミレーヌ、ミラージュがやり取りする場面があった。

## 制作・備考

### 制作
『超時空要塞マクロス』の原型となった企画において、1981年4月に発案された敵異星人の「天才少女」にスパイをさせる動機として、地球人に恋をさせることになり、その相手に「主人公=最高といった画一的な概念を破れる」ということで味方側に主人公を上回る「天才少年」が設定された。同年9月には「天才少年」と「天才少女」の結婚式を放送するというエピソードも作られた。初期のキャラクターデザイン案は陰湿なイメージの顔立ちだったために採用されず、敵キャラクターであるカムジン・クラヴシェラに転用された。

### 命名の由来
第一次世界大戦中、ドイツ軍は戦績優秀なパイロットにプール・ル・メリット勲章を授けた。マックス・インメルマン、マンフレート・フォン・リヒトホーフェンなどの撃墜王が受章し、勲章の色とインメルマンの名から通称「ブルー・マックス」と呼ばれた。マクシミリアン（マックス）の名と機体パーソナルカラーの青は、この勲章をもとに制作スタッフが設定した。ジーナス（Jenius）は英語の「天才（genius）」から来ている。

### 『マクロス7』におけるデザイン
『マクロス7』では、50歳という設定ながら実年齢とはかけ離れた若々しい姿で描かれている。キャラクター原案の美樹本晴彦は、現実世界においても実年齢と外見のかけ離れた人は多くおり、マックスの性格上、老けた姿で二枚目を気取るよりは若々しいままでよいのではないかと考えてデザインしたと語っている。若々しい理由としては「天才だから」とコメントし、凡人とは異なった緊張感の中で生きているために若さを保つことができているのではないかという「こじつけ」で描いたとしている。美樹本によるデザイン画にもマックスの台詞として、老けるということを「凡人の発想」だという記述がある。

### 『劇場版マクロスΔ 絶対LIVE!!!!!!』への登場
もともと『マクロスΔ』および、劇場版前編『劇場版マクロスΔ 激情のワルキューレ』には、主人公たちが所属するケイオス・ラグナ支部の艦「マクロス・エリシオン」の艦長であるアーネスト・ジョンソンというキャラクターが存在するが、『マクロスΔ』シリーズの脚本を手掛ける根元歳三によると「アーネスト艦長は登場できなくなってしまいましたので……」、監督の河森正治によると「前作でマクロス・エリシオンが動けない状態になってしまったので」ということで物語に絡む登場はしなくなり、河森がそれに代わる艦長役としてマックスを出すことを提案したという。マックスを選んだ理由について河森は、続編ということで味方側にも変化をつけたいと思い、かつ新鮮さを求めながらも、完全な新キャラクターでは限られた時間内での説明が困難であること、艦長の経験やミラージュとの関係があるため不自然に感じられないことを挙げている。根元もミラージュのドラマを描けるということもあって決定したと述べており、マックスの登場により「必然的に、ミラージュが動きやすくなった」と語っている。
『絶対LIVE!!!!!!』にマックスが登場することは2021年9月18日に解禁された本予告で公表された。製作会社ビックウエストの畠中雄一によると、それ以前の特報で青いマクロス・ギガシオンを出したところ、即座にマックスを登場させることが見抜かれたために隠しとおすことはあきらめ、予告映像にYF-29を出し、速水をナレーションに起用するなど、マックスを前面に押し出す宣伝を展開することになったという。速水は情報が解禁された当時「マックス悪役説が流れた」と語っている。
『絶対LIVE!!!!!!』でマックスのキャラクターデザインを担当したのは、『マクロスF』や『マクロスΔ』で作画監督を務めた経験のあるアニメーターの丸藤広貴である。デザインにあたって丸藤は河森から「天才いぶし銀」という注文を受けたといい、苦労した点として「パイロットスーツ一式のデザイン」を挙げている。
畠中は、『絶対LIVE!!!!!!』におけるマックスの戦い方は主人公のハヤテと明確に変えられており、若いハヤテが激しく動いて弾切れを起こすほど撃つのに対し、マックスは無駄弾を撃たず、「相手を未来予測で誘導して一撃で倒す」という描写になっていると語っている。
物語終盤でマックスが発する「ただの天才だ」という台詞は、根元によればもともと脚本には存在せず、河森が付け加えたものであるという。

### 速水奨との関係
演じる速水にとっては初めてオーディションで獲得したのがマックス役であり、その後のキャリアに欠かせない存在として、自身はマックスのことを「名刺」だと語っている。『マクロス7』などの作品でも歳を重ねた姿の役を続けて演じており、その後も『絶対LIVE!!!!!!』での出演が叶うまで、河森に出演を嘆願していたという。『絶対LIVE!!!!!!』出演以降は、自身の代表作に必ずマックス役を挙げるようにしたと発言している。
2023年1月4日にテレビ朝日系列で放送された特別番組『Z世代声優が選ぶ！昭和アニメのスゴい声優50人はこれだ！SP』で声優50人のひとりに選出された速水はマックス役について回顧し、「演じてるというよりも喋ってる感覚。天才っていう存在がリアルに把握できないので、あまり演技プランとかも無かった」と語った。

## 反響
アニメ雑誌『アニメージュ』で1984年に発表された「第6回アニメグランプリ」の結果では、男性キャラクター部門で第16位となった。
作品内の人気投票では、秋田書店のムック『マクロスグラフィティ』で発表された「ミスター★マクロス」（男性キャラクター部門）で、輝に次ぐ第2位。また、同書で発表された「バルキリー・ベスト・ファイブ」では、輝やフォッカーの機体を差し置いて、マックスの青いVF-1Aが第1位に選ばれた。当時『超時空要塞マクロス』関連商品を展開していたメーカーのうち、タカトクトイスはマックスタイプが市場の人気度で第1位だと述べていた。
シリーズ化以降の人気投票では、2019年にNHK BSプレミアムで放送された『発表！全マクロス大投票』のキャラクター部門で総合第13位となった。
アイティメディアが運営するウェブサイト「ねとらぼ調査隊」が2021年以降に実施している「初代マクロスの統合軍で好きなキャラクターは？」というアンケートでは、最高で第3位（2021年、2022年）。同サイトが2024年3月3日から3月10日にかけて実施した「声優『速水奨』が演じたテレビアニメのキャラで好きなのは？」というアンケートでは、『超時空要塞マクロス』のマックスが第1位となった。

## 『ロボテック』版
海外版『ロボテック』では、『超時空要塞マクロス』の翻案である Robotech: The Macross Saga およびオリジナル作品 Robotech II: Sentinels にマクシミリアン (Maximilian) ことマックス・スターリング (Max Sterling) の名で登場。声の出演はカム・クラーク (Cam Clarke) 。
前者では日本版と同じ飛行中隊規模の指揮官であるが、海外オリジナルの後者では、スカル飛行大隊で夫婦一組で大隊長を務め、「ロボテック・シリーズ」における VF-1バルキリーの後継機である可変戦闘攻撃機VFA-6Z レギオス （大気圏内能力が強化された、ゼータ〔Ｚ〕型）と 可変戦闘爆撃機VFB-9 トレッドの試験飛行を夫婦で行う。